# Jim's Vindication (film 1912)
Jim's Vindication è un cortometraggio muto del 1912 scritto, diretto e interpretato da William Duncan.

## Produzione
Il film fu prodotto dalla Selig Polyscope Company.

## Distribuzione
Distribuito dalla General Film Company, il film - un cortometraggio di una bobina - uscì nelle sale cinematografiche statunitensi il 29 ottobre 1912. Il 12 gennaio 1913, venne distribuito anche nel Regno Unito.